# Planta (pie)

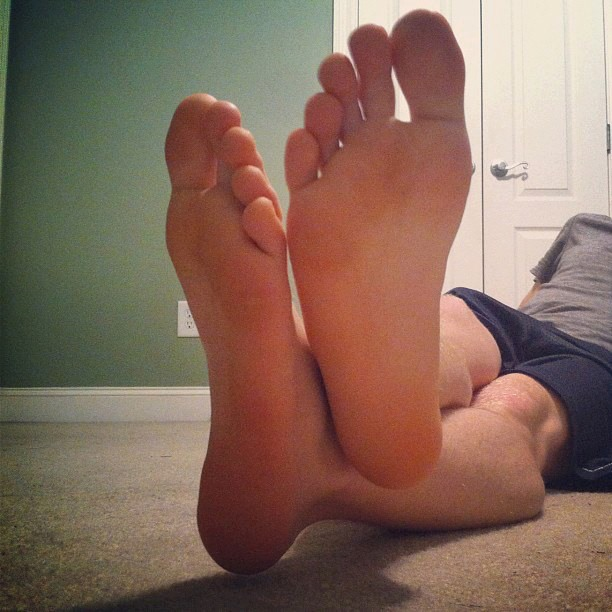
Vista de las plantas de los pies de un varón adolescente con los arcos bien formados

La planta es la parte inferior del pie. Abarca desde el talón hasta la cara inferior de los dedos, y está opuesta al empeine. Es la parte del pie que se apoya en el suelo al caminar. Los animales que caminan apoyando completamente las plantas de los pies (incluyendo al ser humano) son denominados plantígrados.
Posee las capas de piel más gruesas del cuerpo, lo que permite resistir la presión que provoca el peso del cuerpo al estar de pie, al caminar y al ponerse calzado. La región entre los dedos y el arco, así como el talón, se encuentran acolchados, debido a que el tejido subcutáneo cuenta con pequeñas cámaras llenas de grasa, divididas entre sí por tabiques fibrosos, y que en conjunto forman “almohadillas” que absorben los impactos. La piel de la planta del pie carece de vello y tiene mucha menos melanina que el resto del cuerpo. Posee gran cantidad de poros sudoríparos que, al igual que los de la palma de la mano, carecen de glándulas sebáceas. Además, es una de las partes del cuerpo más sensibles al tacto, lo que permite percibir irregularidades al apoyar los pies en el suelo u otra superficie. Es por eso que muchos reflejos podales se estudian estimulando esta parte del pie. Su alta sensibilidad hace que también sea muy susceptible al cosquilleo, y es una parte del cuerpo muy común para aplicar masajes, especialmente en reflexología. En algunas personas puede incluso ser una zona erógena.
Los huesos, músculos y tendones de los pies están acomodados de tal forma que se forme un arco en la parte media de las plantas hacia el borde interno, lo cual proporciona equilibrio al estar de pie. En caso de que dichos arcos no se desarrollen durante la infancia o que se pierdan durante etapas posteriores a esta, se produce el malestar conocido como pie plano. En contraste, si la altura del arco es excesiva, ya sea por la misma fisiología del individuo o como secuela de otra enfermedad, se produce pie cavo.
Al igual que ocurre en las palmas de las manos, la de los pies es igualmente arrugada por el sistema nervioso central en un contacto necesario y suficiente con cualquier líquido, dado que por antropología es una adaptación ancestral que ayuda a intentar no resbalar al contacto con cualquier tipo superficie al estar ergido, caminando o corriendo, entre otras situaciones en las que necesitemos agarre anatómico de dicha parte.